# Mobile Homer
Mobile Homer (France) ou Marge de crédit (Québec) (Mobile Homer) est le 13e épisode de la saison 16 de la série télévisée d'animation Les Simpson.

## Synopsis
Pendant que Marge et les enfants se promènent en voiture, Homer doit ranger le garage. Mais, à la suite de divers accidents, le reste de la famille le retrouve inconscient. Heureusement il va bien.
Mais pour que cela ne se reproduise plus, Marge veut que son mari contracte une assurance vie. Homer est d'accord mais l'assureur refuse car il n'arrête pas de causer des accidents. Marge décide alors de faire des économies, en cas de besoin.
Mais Homer dépense toutes les économies de la famille en s'achetant un camping-car. Marge en a assez et ne veut plus le voir dans la maison : il devra vivre au jardin. Le couple se disputant de plus en plus violemment, Bart et Lisa décident de rendre le camping-car, car ils pensent que c'est lui la cause de tous leurs malheurs. Ils prennent donc la route avec la camping-car et se retrouvent en panique sur l'autoroute. Marge et Homer les poursuivent en voiture et finissent leur course-poursuite sur un bateau en partance pour la Turquie.